# چارلی سوانسون
چارلی سوانسون (انگلیسی: Charlie Swanson؛ زادهٔ ۲۰ فوریهٔ ۱۹۹۸) شناگر اهل ایالات متحده آمریکا است.
وی در مسابقات کشوری و بین‌المللی در مجموع برندهٔ ۲ مدال طلا، ۲ مدال نقره، ۱ مدال برنز شده است.